# Internationale Code voor het vervoer van gevaarlijke stoffen over zee
De Internationale Code voor het vervoer van gevaarlijke stoffen over zee (International Maritime Dangerous Goods Code, IMDG-code) is de belangrijkste code voor het vervoer van gevaarlijke stoffen over zee. Deze dient om de veiligheid van schip, lading en bemanning te waarborgen bij het vervoer van gevaarlijke stoffen. Het is opgesteld door de Internationale Maritieme Organisatie (IMO) en is onderdeel van SOLAS hoofdstuk 7. Ook vanuit MARPOL worden er eisen toegevoegd. Zo wordt aangegeven welke stoffen schadelijk zijn voor het mariene milieu.
Elke twee jaar wordt de code aangepast. Veranderingen zijn afkomstig zijn van de VN-aanbevelingen voor het vervoer van gevaarlijke goederen die voor alle vormen van transport gelden, maar ook lidstaten van de IMO kunnen veranderingen voorstellen.

## Geschiedenis
De ontwikkeling van de IMDG-code begon door de SOLAS-conferentie in 1960. Hierin werd aangeraden dat regeringen regels zouden moeten hebben voor het vervoer van gevaarlijke goederen over zee. In 1961 begon een werkgroep van de Maritieme Veiligheidscommissie, een subgroep van de IMO, aan het schrijven van de IMDG-code, in samenwerking met United Nations Committee of Experts on the Transport of Dangerous Goods, die sinds 1956 al regels opstelden voor het vervoer van gevaarlijke goederen via welke manier dan ook. De IMDG-code werd aanvaard door de vierde bijeenkomst van de IMO in 1965. Het gold lange tijd slechts als aanbeveling tenzij het in nationale wetgeving was opgenomen. Met resolutie A.716(17) werd op 6 november 1991 besloten de IMDG-code per 1 januari 2004 verplicht te stellen voor alle schepen waarop SOLAS van toepassing is. 

## Terminologie
De termen gevaarlijke stoffen, gevaarlijke goederen en gevaarlijke lading worden allen gebruikt, maar betekenen niet noodzakelijk hetzelfde. In de scheepvaart wordt met gevaarlijke stoffen bedoeld de stoffen die de IMDG-code betreft, terwijl gevaarlijke lading die lading is die door de wijze waarop deze per schip wordt vervoerd een gevaar kan opleveren voor schip en bemanning. Dit is onder meer het geval als lading kan overgaan. Hiertoe behoren onder andere ertsen en concentraten, steenkool, graan in bulk en gezaagd hout aan dek. In bulk worden stoffen met gevaarlijke eigenschappen niet als gevaarlijke stoffen, maar als gevaarlijke lading beschouwd.

## De hoofdstukken van de IMDG-code
De IMDG-code bestaat uit 2 boeken en in totaal 7 hoofdstukken. Het eerste boek behandelt hoofdstuk 1, 2, 4, 5, 6 en 7. Het tweede boek bestaat uitsluitend uit hoofdstuk 3.
De hoofdstukken zijn:
1. General provisions, definitions and training
2. Classification
3. Dangerous goods list, special provisions and exceptions
4. Packing and tank provisions
5. Consigment procedures
6. Construction and testing of packagings, intermediate bulk containers, large packagings, portable tanks, multiple-element gas containers and road tank vehicles
7. Provisions concerning transport operations

### Hoofdstuk 1
Het eerste hoofdstuk begint met te vermelden dat de code geldt voor alle schepen met gevaarlijke goederen aan boord. Verder staan er nog eens alle regels in verband met transport van gevaarlijke goederen opgesomd. Je vindt er ook nog een lijst met definities, tabellen met eenheden, tabellen om om te rekenen naar andere eenheden en een lijst met afkortingen. 
De details van de opleiding van mensen die instaan voor het transport van gevaarlijke goederen worden uitgebreid aangehaald. Als laatste wordt er ook iets gezegd over de veiligheid aan boord en welke voorzorgen je speciaal moet nemen als je met radioactieve stoffen bezig bent.

### Hoofdstuk 2
Het tweede hoofdstuk bestaat voornamelijk uit de verdeling van stoffen in hun klassen met telkens ook een korte beschrijving van de problemen specifiek aan die klasse.
De IMDG-code maakt een verdeling aan de hand van 9 klassen, met mogelijke onderverdeling of subklassen:
- Klasse 1: explosieven
  - Onderverdeling 1.1: substanties en artikelen met massaal explosie gevaar
  - Onderverdeling 1.2: substanties en artikelen met scherfwerkingsgevaar maar geen massaal explosie gevaar
  - Onderverdeling 1.3: substanties en artikelen met vlamgevaar en/of een klein ontladingsgevaar of een klein scherfwerkingsgevaar maar geen massaal explosie gevaar
  - Onderverdeling 1.4: substanties en artikelen zonder significant gevaar
  - Onderverdeling 1.5: zeer ongevoelige substanties met massaal explosie gevaar
  - Onderverdeling 1.6: extreem ongevoelige artikelen zonder massaal explosie gevaar
- Klasse 2: gassen
  - Klasse 2.1: ontvlambare gassen
  - Klasse 2.2: niet ontvlambare, niet toxische gassen
  - Klasse 2.3: toxische gassen
- Klasse 3: ontvlambare vloeistoffen
- Klasse 4: ontvlambare vaste stoffen, substanties met zelfontbrandinggevaar,  substanties die in contact met water ontvlambare gassen uitstoot
  - Klasse 4.1: ontvlambare vaste stoffen, zelf reactieve substanties en vaste ongevoelig gemaakte explosieven
  - Klasse 4.2: substanties met zelfontbrandinggevaar
  - Klasse 4.3: substanties die in contact met water ontvlambare gassen uitstoot
- Klasse 5: oxiderende substanties & organische peroxiden
  - Klasse 5.1: oxiderende substanties
  - Klasse 5.2: organische peroxiden
- Klasse 6: toxische en besmettelijke substanties
  - Klasse 6.1: toxische substanties
  - Klasse 6.2: besmettelijke substanties
- Klasse 7: radioactief materiaal
- Klasse 8: corrosieve substanties
- Klasse 9: andere gevaarlijke substanties en artikelen

Verder wordt ook het UN-nummer en de Proper Shipping Name aangehaald. Dit zijn allebei systemen om een stof eenduidig te benoemen. Het UN-nummer bestaat uit een unieke cijfercode van 4 cijfers terwijl de Proper Shipping Name een wederom unieke naam is.

### Hoofdstuk 3
Het derde hoofdstuk bestaat voornamelijk uit de Dangerous Goods List. Hierin staat elke gevaarlijke stof vermeld samen met het UN-nummer, de Proper Shipping Name, de gevarenklasse, extra risico's, verpakkingsgroep en -instructies, speciale maatregelen, de stuwage- en segregatievoorwaarden en maatregelen en observaties.
Verder vind je in het hoofdstuk ook nog de segregatiegroepen en speciale maatregelen voor het vervoer van specifieke stoffen.

### Hoofdstuk 4
Hoofdstuk 4 bestaat uit algemene voorzorgen voor het verpakken van goederen, een lijst van instructies voor het verpakken en speciale voorzorgen voor het verpakken van goederen voor enkele klassen.

### Hoofdstuk 5
Hierin worden de labels van de verschillende klassen opgesomd en de technische details ervan gegeven. Verder staan er regels in voor de documenten bij de goederen en de speciale voorzorgen bij het vervoer van gefumigeerde cargo.

### Hoofdstuk 6
Hoofdstuk 6 is een hoofdstuk vol met technische details, onder meer over de constructie en het testen van verpakkingen.

### Hoofdstuk 7
In dit hoofdstuk staan veel tabellen en verduidelijkende tekeningen in verband met stuwage en segregatie. Verder geeft het maatregelen bij vuur aan boord, temperatuurregeling en het vervoer van afval. Als allerlaatste staan er de uitzonderingen, goedkeuringen en certificaten.